# Duende de Natal

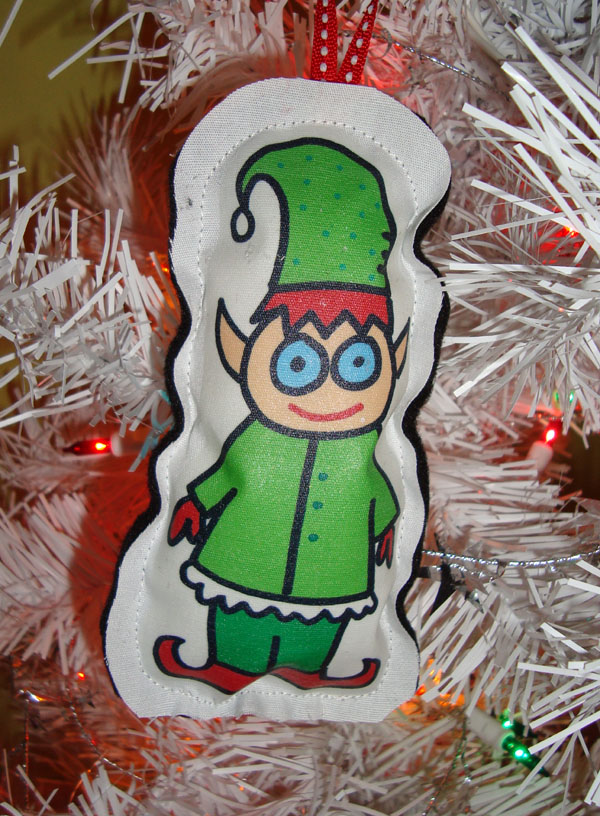
Um duende em uma bola de Natal

Os duendes de Natal ou elfos de Natal são pequenos elfos que vivem com o Papai Noel no Polo Norte e atuam como seus ajudantes. Os duendes de Natal são geralmente retratados com roupas verdes ou vermelhas, orelhas grandes e pontudas e chapéus pontudos . São mais frequentemente retratados como humanoides, mas às vezes como mamíferos peludos com caudas. Diz-se que os elfos do Papai Noel fazem os brinquedos na oficina do Papai Noel e cuidam de suas renas, entre outras tarefas.

## Origem
Diz-se que as origens do elfo derivam da mitologia nórdica, que se refere aos álfar, também conhecidos como huldufólk, "povo oculto". É mais provável que o personagem elfo tenha combinado essa lenda nórdica com outras culturas e mitos escandinavos e celtas sobre elfos, fadas e espíritos da natureza. Em várias regiões da Europa, havia seres sobrenaturais semelhantes que podem ser conectados aos elfos, como os kobolds da Alemanha e os espíritos domésticos chamados brownies na Escócia. Na Europa medieval, os elfos eram vistos como nefastos e frequentemente associados a demônios.
O duende de Natal apareceu na literatura já em 1850, quando Louisa May Alcott concluiu, mas nunca publicou um livro intitulado Christmas Elves. A imagem dos elfos na oficina foi popularizada pelo Godey's Lady's Book, com uma ilustração de capa para sua edição de Natal de 1873 mostrando o Papai Noel cercado por brinquedos e elfos com a legenda "Aqui temos uma ideia dos preparativos que são feitos para fornecer brinquedos aos jovens na época do Natal". Durante esse tempo, Godey's foi imensamente influente no nascimento das tradições de Natal, tendo mostrado a primeira imagem amplamente divulgada de uma árvore de Natal moderna na capa de sua edição de Natal de 1850. Reconhecimento adicional foi dado na obra de Austin Thompson de 1876 "The House of Santa Claus, a Christmas Fairy Show for Sunday Schools".

### São Nicolau como um duende
No poema de 1823, Uma Visita de São Nicolau, frequentemente atribuído a Clement Clarke Moore, o próprio Papai Noel é descrito na linha 45: "Ele era gordinho e rechonchudo, um velho elfo alegre". Antes da influência de São Nicolau na Suécia, o trabalho de distribuir presentes era feito pelo julbock. Em 1891, o santo se fundiu com Tomten, que anteriormente era um guardião de fazenda élfico/anão. Seguindo o trabalho de Jenny Nyström, essa figura híbrida ficou conhecida como Jultomten.

## Em alguns países

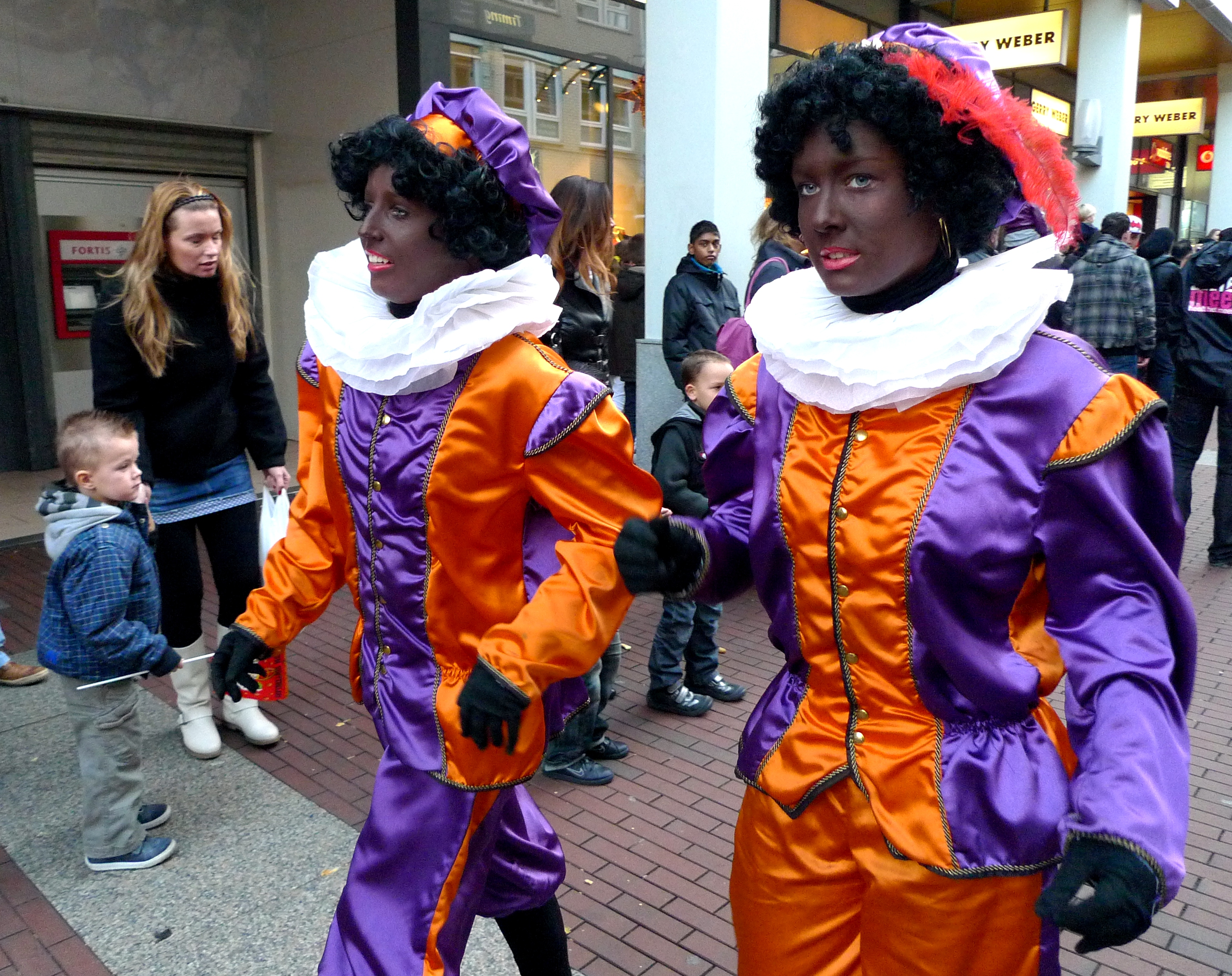
Duas Zwarte Pieten, companheira de São Nicolau na Bélgica e nos Países Baixos.

Nos países europeus, o Papai Noel tem ajudantes diferentes dependendo do país. Nos Países Baixos e na Bélgica, São Nicolau é acompanhado por Zwarte Piet (Pedro, o Negro), cuja inclusão se tornou uma questão controversa devido à representação do personagem com blackface.
Na Alemanha, os companheiros são os Knecht Ruprecht e em Luxemburgo, são conhecidos como Hoesecker.

Nos países nórdicos, os duendes de Natal são considerados nisser e não elfos e geralmente usam apenas vermelho em vez das roupas verdes e vermelhas pelas quais são conhecidos nos países de língua inglesa.